# Housecká vrchovina
Housecká vrchovina je vrchovina a geomorfologický podokrsek ve východní části Polomených hor. Území je součástí okresu Česká Lípa v Libereckém kraji a okresů Mělník a Mladá Boleslav ve Středočeském kraji. Na části území podokrsku je vyhlášena CHKO Kokořínsko.

## Geomorfologické členění

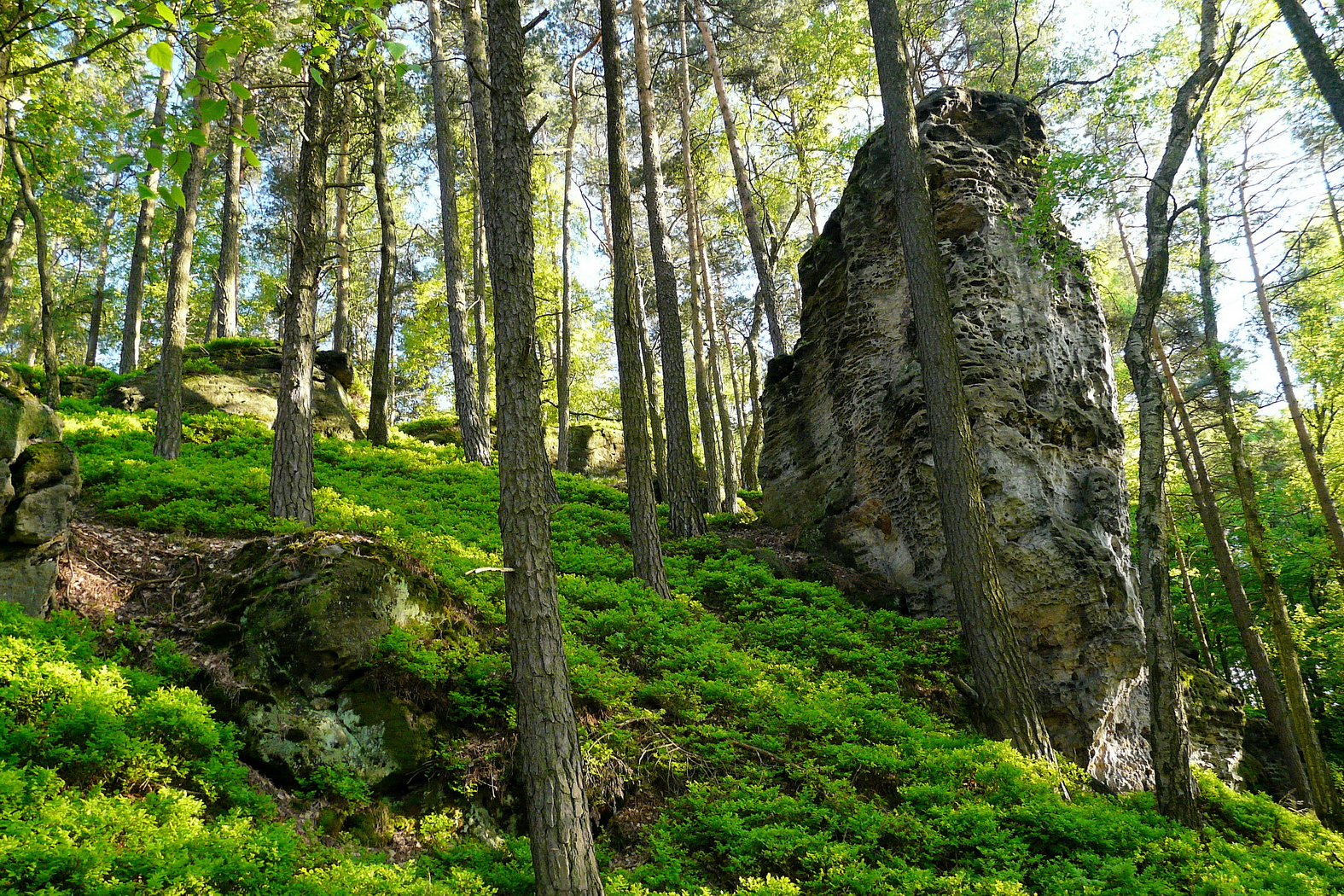
Pískovcová věž na Drnclíku

Podokrsek Housecká vrchovina náleží do celku Ralská pahorkatina, podcelku Dokeská pahorkatina a okrsku Polomené hory, dále se člení na pět geomorfologických částí (Maršovická část, Beškovská část, Blatecká část, Libovická část, Bezdědická část).

## Sousední jednotky
Housecká vrchovina sousedí s v rámci Polomených hor s Dubskou pahorkatinou na severozápadě a s Kokořínskou vrchovinou na jihozápadě. Na východě sousedí s Jestřebskou kotlinou a Bezdězskou vrchovinou, na jihu s Jizerskou tabulí.

## Nejvyšší vrcholy
- Vrátenská hora, 507 m
- Maršovický vrch, 499 m
- Špičák, 483 m
- Druclík, 481 m
- Berkovský vrch, 481 m
- Lípový kopec, 479 m
- Velký beškovský vrch, 475 m
- Šedina, 473 m
- Korecký vrch, 465 m

Nejvyšším vrcholem býval Maršovický vrch, po snížení jeho vrcholu kamenolomem je to Vrátenská hora. I další vrchy jsou poměrně vysoké. Zvláštní skupinu tvoří Housecké vrchy v okolí hradu Houska.